# Windows 2000
Windows 2000 este un sistem de operare lansat de compania Microsoft pe 15 decembrie 1999 (de la producție) și lansat în comercializare pe 17 februarie 2000. Acesta e successorul lui Windows NT 4.0, și ultima versiune de Microsoft Windows în designul "Windows NT". SO-ul a fost urmat de Windows XP (lansat în octombrie 2001) și Windows Server 2003 (lansat în aprilie 2003). În timpul dezvoltării, Windows 2000 a fost cunoscut sub denumirea Windows NT 5.0.
Windows 2000 a introdus NTFS 3.0, Sistem de fișiere cu criptare, precum și stocare pe disc de bază și dinamică.  Suportul pentru persoanele cu dizabilități a fost îmbunătățit prin Windows NT 4.0 cu o serie de noi tehnologii de asistare și Microsoft a crescut suportul pentru diferite limbi și informații despre setările regionale.  Familia Windows 2000 Server are caracteristici suplimentare, în special introducerea Active Directory, care în anii următori a devenit un serviciu director utilizat pe scară largă în mediile de afaceri.
Microsoft a comercializat Windows 2000 ca fiind cea mai sigură versiune Windows de până acum;  cu toate acestea, a devenit ținta unui număr de atacuri de virus de mare profil, cum ar fi Code Red și Nimda.  Timp de zece ani de la lansare, a continuat să primească patch-uri pentru vulnerabilitățile de securitate aproape în fiecare lună până când a ajuns la sfârșitul perioadei de asistență pe 13 iulie 2010, în aceeași zi în care s-a încheiat asistența pentru Windows XP SP2.
Windows 2000 este versiunea finală de Windows care acceptă PC-98, și SGI Visual Workstation 320 și 540, precum și Alpha, MIPS și PowerPC în versiunile alfa, beta și release candidate. Succesorul său, Windows XP, necesită un procesor în orice arhitectură acceptată (IA-32 pentru procesoare pe 32 de biți și x86-64 și Itanium pentru procesoare pe 64 de biți).

## Funcții noi și actualizate

### Îmbunătățiri ale suportului Plug and Play și hardware
Cea mai notabilă îmbunătățire de la Windows NT 4.0 este adăugarea de Plug and Play cu suport complet ACPI și Windows Driver Model. Similar cu Windows 9x, Windows 2000 acceptă recunoașterea automată a hardware-ului instalat, alocarea resurselor hardware, încărcarea driverelor corespunzătoare, API-urile PnP și evenimentele de notificare a dispozitivului. Adăugarea kernel-ului PnP Manager împreună cu Power Manager sunt două subsisteme semnificative adăugate în Windows 2000.

### NTFS 3.0
Microsoft a lansat versiunea 3.0 de NTFS , ca parte a Windows 2000; aceasta a introdus cote de disc (furnizate de QuotaAdvisor), criptare la nivel de sistem de fișiere, fișiere rare și puncte de reparare. Fișierele rare permit stocarea eficientă a seturilor de date care sunt foarte mari, dar conțin multe zone care au doar zerouri.  Punctele de reparare permit managerului de obiecte să reseteze o căutare în spațiul de nume de fișier și permit driverelor de sistem de fișiere să implementeze funcționalitatea modificată într-un mod transparent.  de reparare sunt utilizate pentru a implementa puncte de montare a volumului, joncțiuni, gestionare ierarhică a stocării, stocare structurată nativă și stocare cu o singură instanță.  de montare a volumului și joncțiunile directorului permit ca un fișier să fie trimis în mod transparent dintr-un fișier sau dintr-o locație de director în altul.

### Criptarea sistemului de fișiere
Sistemul de fișiere cu criptare (EFS) a introdus criptarea puternică la nivel de sistem de fișiere în Windows. Permite ca orice folder sau unitate de pe un volum NTFS să fie criptate transparent de către utilizator.  EFS funcționează împreună cu serviciul EFS, CryptoAPI de la Microsoft și EFS File System Runtime Library (FSRTL).  Până în prezent, criptarea sa nu a fost compromisă.
EFS funcționează prin criptarea unui fișier cu o cheie simetrică în bloc care este utilizată deoarece este nevoie de mai puțin timp pentru a cripta și decripta cantități mari de date decât dacă s-ar utiliza un cifru asimetric.  Cheia simetrică utilizată pentru criptarea fișierului este apoi criptată cu o cheie publică asociată cu utilizatorul care a criptat fișierul, iar aceste date criptate sunt stocate în antetul fișierului criptat. Pentru a decripta fișierul, sistemul de fișiere utilizează cheia privată a utilizatorului pentru a decripta cheia simetrică stocată în antetul fișierului. Apoi utilizează cheia simetrică pentru a decripta fișierul. Deoarece acest lucru se face la nivel de sistem de fișiere, este transparent pentru utilizator. 

### Accesibilitate
Cu Windows 2000, Microsoft a introdus caracteristicile de accesibilitate Windows 9x pentru persoanele cu deficiențe vizuale și auditive și alte dizabilități în linia NT a sistemelor de operare.  Acestea au inclus:
- StickyKeys: face ca tastele modificatoare (și ) să devină "lipicioase": un utilizator poate apăsa tasta modificator și apoi o poate elibera înainte de a apăsa tasta combinată. (Activat apăsând Shift de cinci ori rapid.)ALTCTRLSHIFT

- FilterKeys: un grup de caracteristici legate de tastatură pentru persoanele cu probleme de tastare, inclusiv:
  - Taste lente: Ignorați orice apăsare de tastă care nu a avut loc în jos pentru o anumită perioadă.
  - Bounce Keys: Ignorați intrarile de la tastatura repetate apăsate în succesiune rapidă.
  - Repetați tastele: permite utilizatorilor să încetinească rata la care tastele sunt repetate prin intermediul funcției de repetare a tastelor de la tastatură.

- Comutarea tastelor: când este activată, Windows va reda un sunet atunci când este apăsată tasta sau tasta.CAPS LOCKNUM LOCKSCROLL LOCK
- SoundSentry: conceput pentru a ajuta utilizatorii cu deficiențe auditive, Windows 2000 arată un efect vizual atunci când un sunet este redat prin sistemul de sunet.
- MouseKeys: permite utilizatorilor să mute cursorul în jurul ecranului prin intermediul tastaturii numerice.
- SerialKeys: permite Windows 2000 să accepte dispozitive de augmentare a vorbirii.
- Tema cu contrast ridicat: pentru a ajuta utilizatorii cu deficiențe de vedere.
- Lupă Microsoft: o lupă de ecran care mărește o parte a ecranului cursorul s-a terminat. În plus, Windows 2000 a introdus următoarele caracteristici noi de accesibilitate:

- Tastatură pe ecran: afișează o tastatură virtuală pe ecran și permite utilizatorilor să apese tastele sale folosind un mouse sau un joystick.
- Naratorul Microsoft: introdus în Windows 2000, acesta este un cititor de ecran care utilizează API-ul speech 4, care va fi actualizat ulterior la Speech API 5 în Windows XP
- Manager de utilitare: o aplicație proiectată să pornească, să oprească și să gestioneze atunci când încep caracteristicile de accesibilitate. Acest lucru a fost înlocuit în cele din urmă de Centrul de accesibilitate în Windows Vista.
- Expertul accesibilitate: un applet din panoul de control care ajută utilizatorii să-și configureze computerul pentru persoanele cu dizabilități.

### Jocuri
Windows 2000 a inclus versiunea 7.0 a API-ului DirectX, utilizat în mod obișnuit de dezvoltatorii de jocuri pe Windows 98.  Ultima versiune de DirectX care a fost lansat pentru Windows 2000 a fost DirectX 9.0c (Shader Model 3.0), care a livrat cu Windows XP Service Pack 2. Microsoft a publicat actualizări trimestriale pentru DirectX 9.0c prin lansarea din februarie 2010, după care asistența a fost abandonată în SDK-ul din iunie 2010. Aceste actualizări conțin remedieri de erori la timpul de execuție de bază și unele biblioteci suplimentare, cum ar fi componentele D3DX, XAudio 2, XInput și Managed DirectX. Majoritatea jocurilor scrise pentru versiunile de DirectX 9.0c (până la lansarea din februarie 2010) pot rula, prin urmare, pe Windows 2000.
Windows 2000 a inclus aceleași jocuri ca Windows NT 4.0 a făcut: FreeCell, Minesweeper, Pinball și Solitaire. 

## Versiuni
Windows 2000 are 5 versiuni,dintre care 4 sunt versiuni server si o singura versiune client
- Windows 2000 Professional
- Windows 2000 Server
- Windows 2000 Advanced Server
- Windows 2000 Datacenter Server

- Windows 2000 Ultraserver